# Woodbury (hrabstwo Orange)
Woodbury – miasto w Stanach Zjednoczonych, w stanie Nowy Jork, w hrabstwie Orange.